# Большое Северное
Большое Северное — озеро на территории Кестеньгского сельского поселения Лоухского района Республики Карелии.

## Общие сведения
Площадь озера — 4,3 км², площадь водосборного бассейна — 19,3 км². Располагается на высоте 119,3 метра над уровнем моря.
Форма озера сердцевидная. Берега каменисто-песчаные, местами заболоченные.
Из восточного залива озера вытекает река Кулат, впадающая с левого берега в реку Кереть, которая, в свою очередь, впадает в Белое море.
С южной стороной в Большое Северное впадает короткая протока, вытекающая из озера Елового.
К югу и востоку от озера проходят автодороги местного значения. Находилась деревня Большое Северное Озеро.
Код объекта в государственном водном реестре — 02020000711102000002309.